# Atelier de réparation automobile

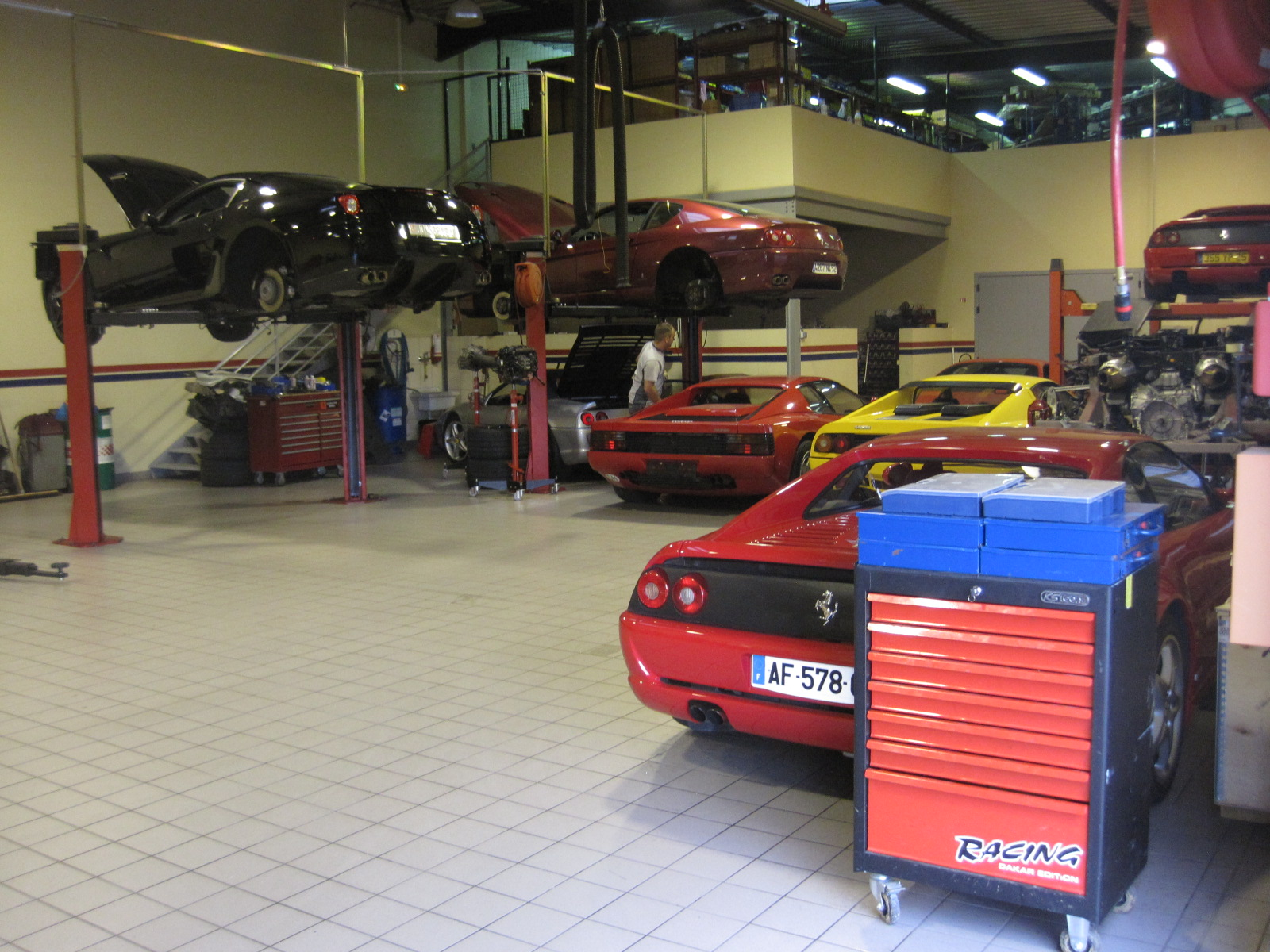
Atelier de réparation Ferrari.

Un atelier de réparation automobile, communément appelé « garage », est une entreprise effectuant l'entretien courant et la réparation des véhicules automobiles, principalement la mécanique et la carrosserie, associé souvent avec la vente de carburant et de véhicules neufs ou d'occasion. 
« Garagiste » est un terme générique désignant une personne dirigeant ou travaillant dans un garage, comme mécanicien, carrossier, pompiste, vendeur.

## Description
Un garage est souvent associé à un fabricant automobile dont il assure la vente et le service après vente. Lorsqu'ils font office de station-service, ils sont associés au réseau de distribution d'une compagnie pétrolière. Il existe des concessionnaires et des garagistes indépendants.
En 2008, le marché de la réparation auto représente un chiffre d'affaires de 19,3 milliards d'euros en France principalement réalisé par les centres auto franchisés. Plus de 60 000 entreprises de tailles différentes se répartissent le marché . Les tarifs sont généralement plus élevés dans les grandes villes selon plusieurs études .

## Historique

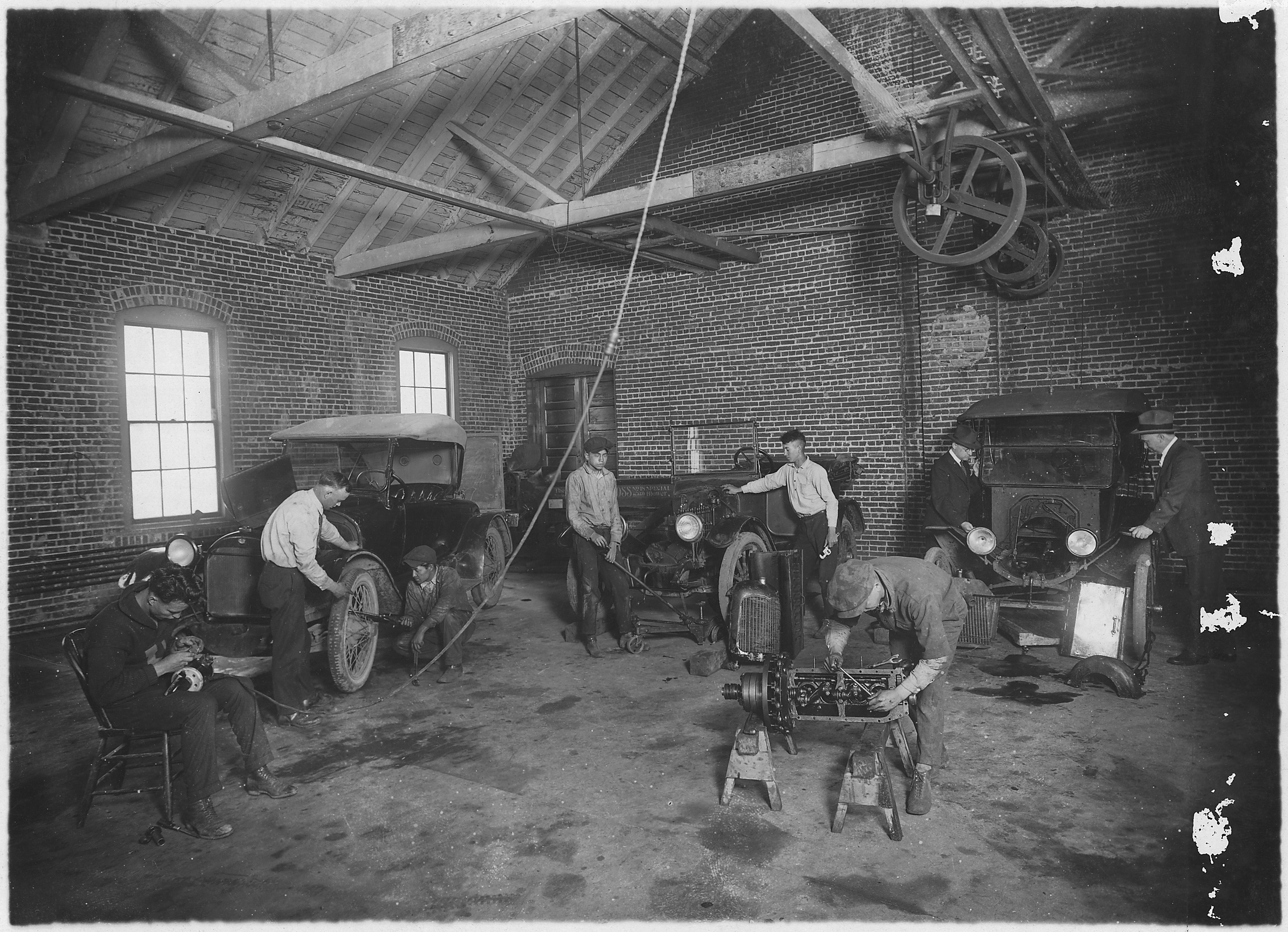
Garage du Kansas des années 1920

Les ateliers de réparation ont fait leur apparition et se sont multipliés de par le monde en même temps que l'automobile a commencé à se banaliser à compter du début du XXe siècle, passant du statut de curiosité très onéreuse à celui de bien de grande consommation, progressivement accessible au plus grand nombre.
L'augmentation du parc installé a constitué l'opportunité de créer un nouveau modèle économique. Tandis que les pays industrialisés s'adaptaient à l'automobile en sécurisant et règlementant son emploi, par exemple en développant un réseau routier adapté, le besoin en points d'entretien dédiés est allé croissant et les « garages » ont commencé à se multiplier au bord des routes et dans les agglomérations.
De nombreux réseaux franchisés d'ateliers destinés à l'entretien de véhicules se sont développés, ils sont parfois spécialisés (vidange d'huile, remplacement de pare-brise, de l'échappement ou des pneumatiques). On peut citer First Stop, Point S, Speedy, Midas, Feu Vert, Euromaster, Motrio, Norauto, Roady, Carglass ou Delko.

## Travaux réalisés dans les ateliers de réparation automobile

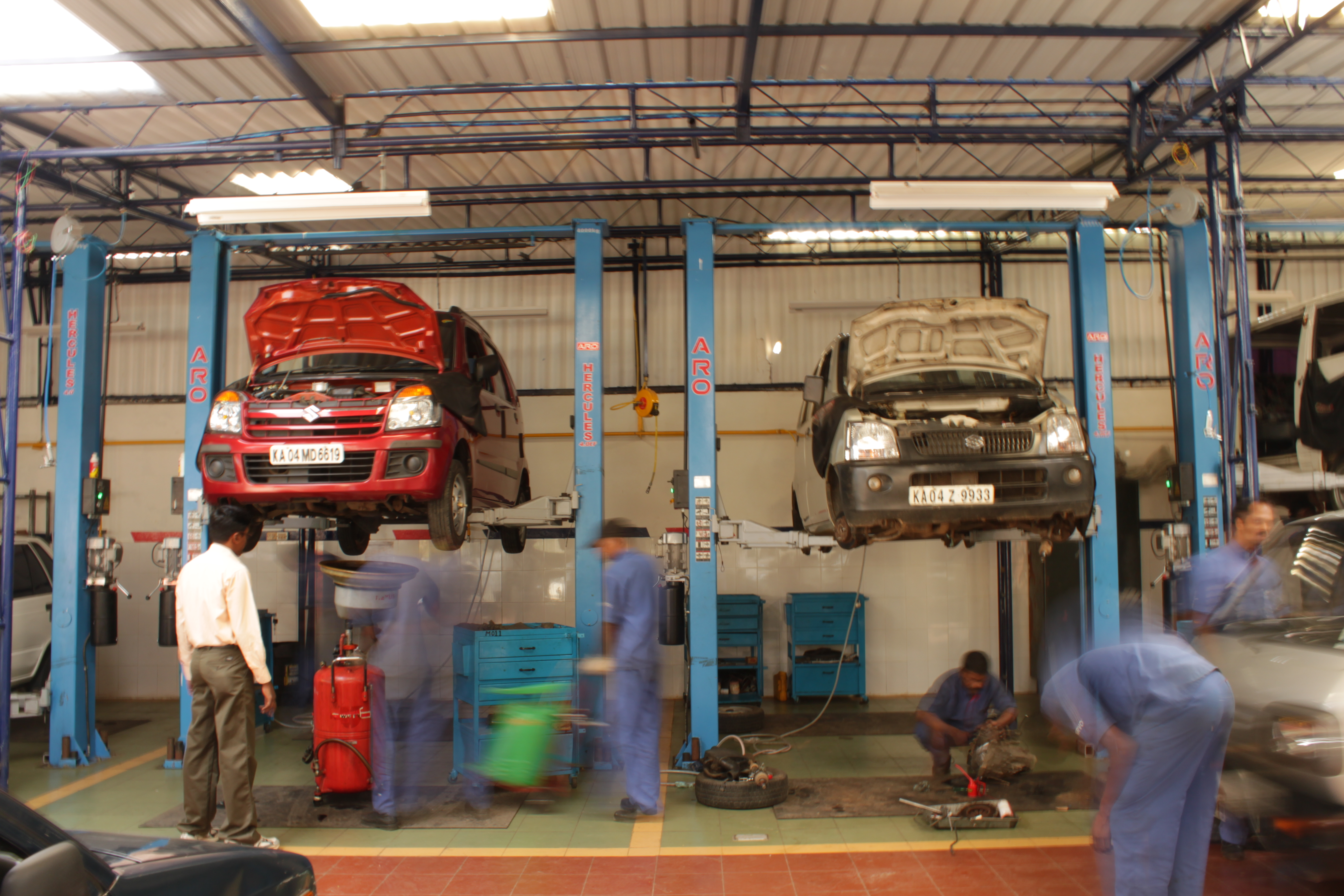
Un atelier de réparation automobile à Bangalore en Inde

Dans les ateliers de réparation automobile, ou dans les garages, les tâches effectuées par les mécaniciens sont divers. On peut citer : l'entretien courant des véhicules (vidanges, réglages, remplacement de pièces d'usure, notamment garnitures de freins) ; les essais moteur ; le remplacement de pièces défectueuses du moteur ou d'autres organes du véhicule ; l'entretien ou la remise en état des circuits électriques.
Ces travaux de mécanique sont fréquemment associés à des travaux de carrosserie (débosselage, masticage, ponçage) et à des travaux de peinture.

## Conditions de travail et environnement

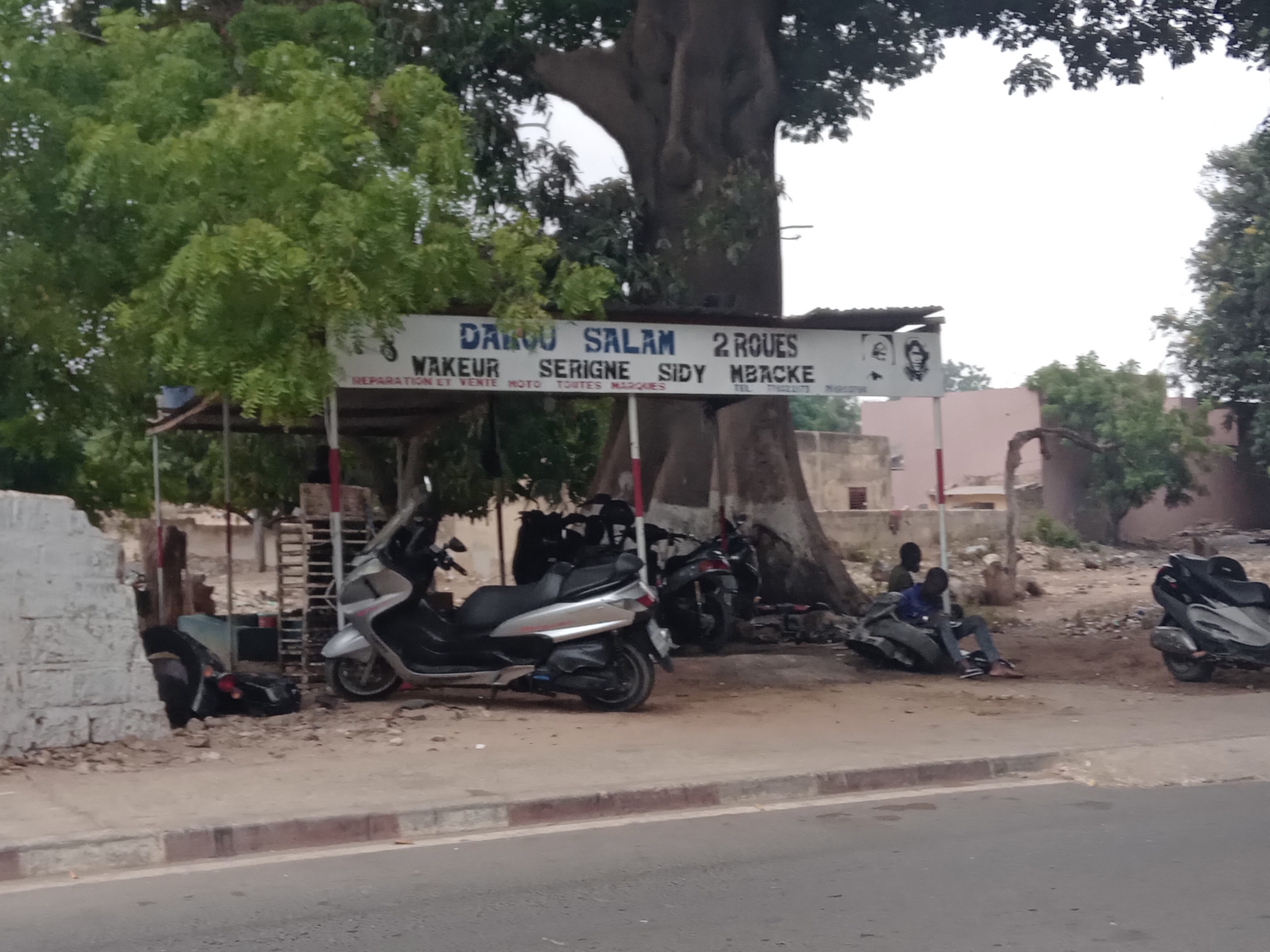
Atelier de réparation de motos à Thiès, au Sénégal.

Les travaux effectués dans les ateliers de mécanique automobile, et plus généralement dans les garages automobiles, exposent à de nombreux risques d'accidents ou de maladies. Des accidents corporels peuvent provenir des manutentions, de l'emploi d'outils à main, du travail dans les fosses de visite (chutes de hauteur), de l'encombrement des sols (chutes de plain-pied), etc. Des maladies peuvent provenir des divers polluants auxquels sont exposées les personnes travaillant dans les garages :
- vapeurs d'essence, gaz d'échappement, dont monoxyde de carbone et fumées Diesel, aérosols de peinture, poussières de ponçage (exposition par voie respiratoire) ;
- huiles de vidange, graisses, carburants (exposition par voie cutanée).

Parmi ces polluants, un certain nombre sont cancérogènes, mutagènes ou toxiques pour la reproduction. On doit donc prendre les mesures nécessaires pour s'en protéger (entre autres port de gants, rejet des gaz d'échappement à l'extérieur, travaux de peinture en cabine ventilée).
Les entreprises sont tenues de réaliser un document unique d'évaluation des risques (articles R. 4121-1 et suivants).
L'évaluation des risques consiste à identifier les risques auxquels sont soumis les salariés d'un établissement et de lister des mesures de prévention.
Des outils informatiques existent pour aider les entreprises, dont l'application informatique OiRA Garages (Online interactive Risk Assessment) développée par l'INRS.

## Galerie

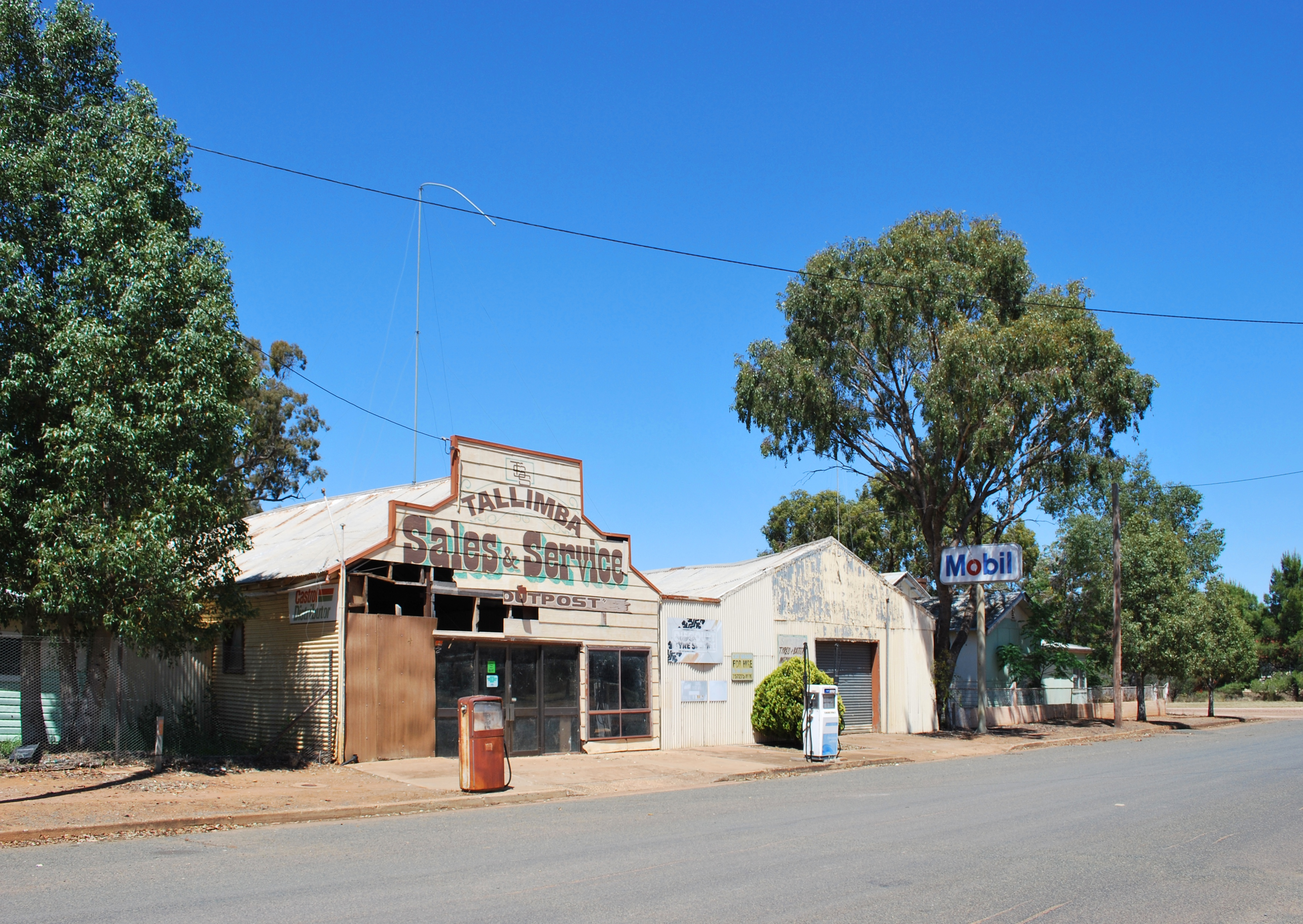
Garage en Australie
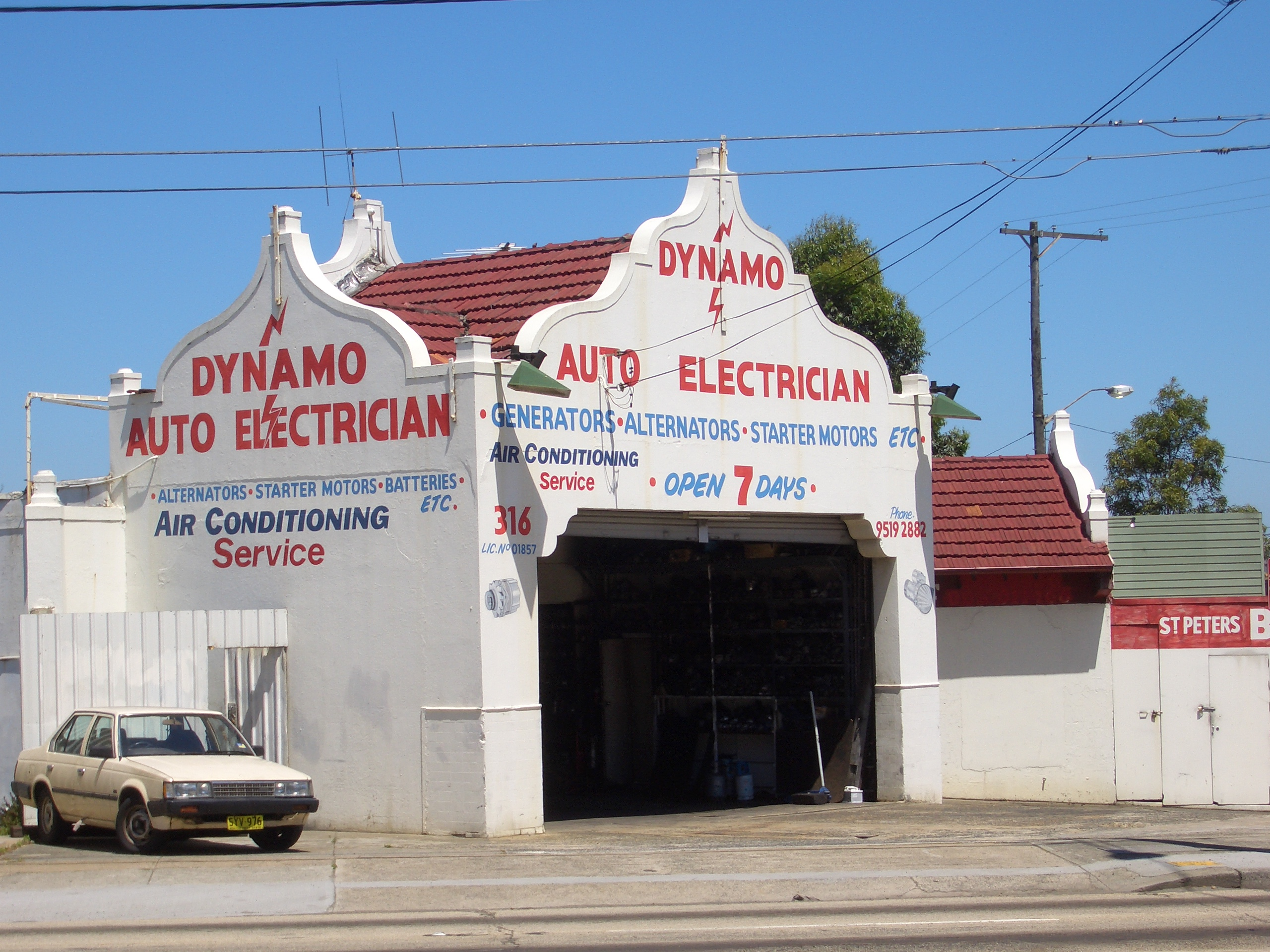
Petit atelier de garagiste en Nouvelle-Galles du Sud
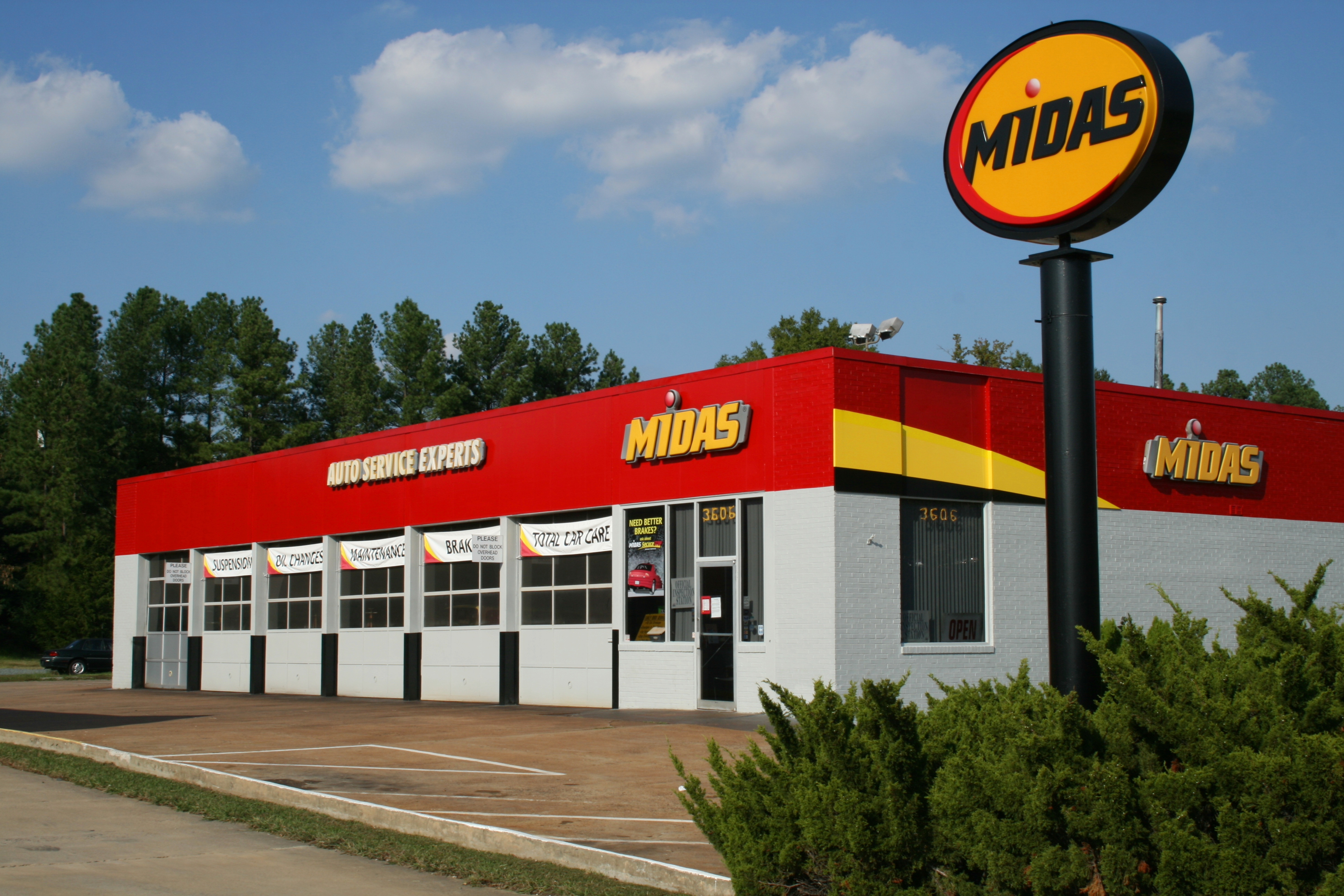
Un atelier Midas aux États-Unis
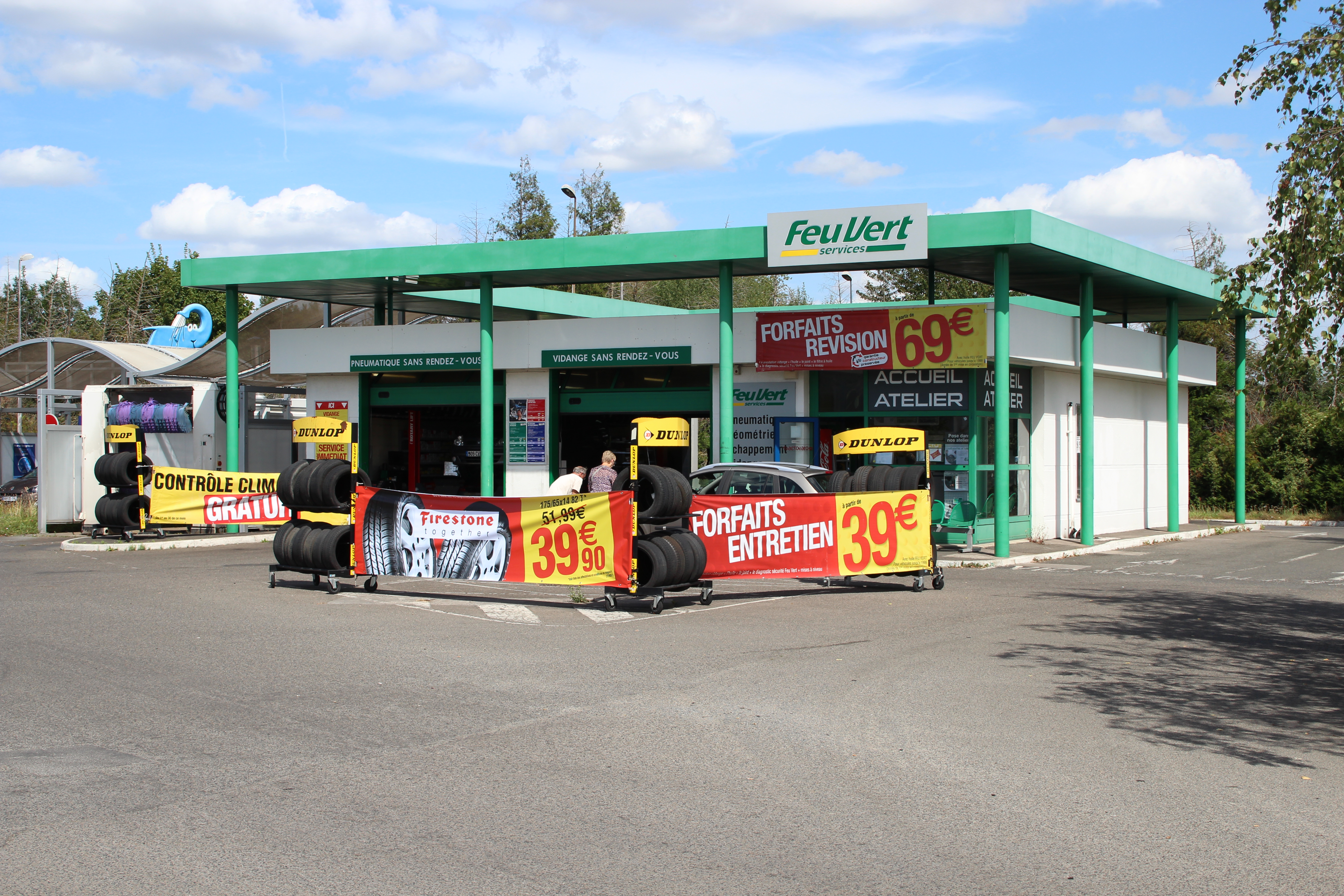
Atelier Feu Vert en France